# Avro 500

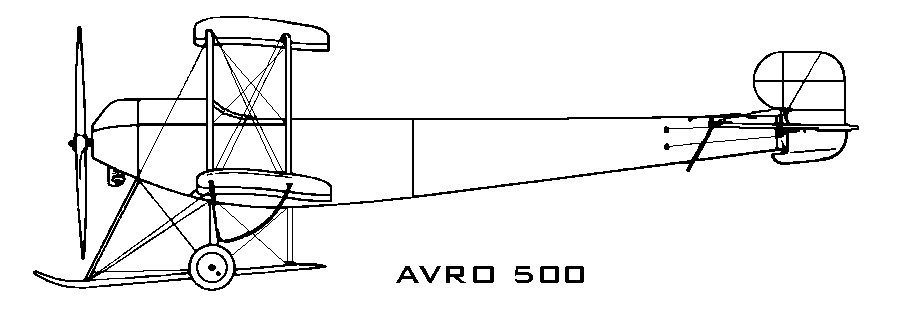

L'Avro 500 est un avion militaire biplace britannique du début de la Première Guerre mondiale. 

## Origine et développement
En 1911 le ministère de la Guerre britannique demanda aux industriels un avion biplace capable d’emporter une charge utile de 160 kg, pouvant tenir l’air 4,5 heures dont au moins une heure à 1 370 m. L’appareil devait pouvoir atteindre 88 km/h et monter à environ 1 m/s. L’appareil devait aussi être facilement démontable pour être transporté aisément par la route. Les avionneurs avaient neuf mois pour construire et présenter une machine en état de vol. 
Alliott Verdon-Roe dessina à partir du biplan Avro-Duigan (en) un biplan à ailes égales non décalées à structure en bois entoilée. Le contrôle de l’appareil était assuré par gauchissement de l’aile et un empennage cruciforme sans plan fixe vertical, le gouvernail de forme angulaire étant équipé d’une compensation aérodynamique. Le fuselage était de section rectangulaire à flancs plats et les radiateurs plaqués de part et d’autre du fuselage, dans l’entreplan. L’ensemble reposait sur un patin axial supportant une lame en acier faisant office d’amortisseur, coiffée par deux roues. Une béquille arrière complétait l’ensemble. La voie du train d’atterrissage étant très étroite, des balancines placées sous les plans inférieurs assuraient la stabilité au roulage.

## Versions

### Avro E
Le prototype, désigné initialement Military Biplane One, prit l’air le 3 mars 1912 avec un moteur à refroidissement liquide E.N.V. de 60 ch.  Les essais révélèrent des qualités intéressantes, mais la vitesse maximale et le taux de montée laissaient à désirer. Ce prototype devait malheureusement s’écraser le 29 juin 1913 durant un vol d’entraînement, tuant l’élève qui le pilotait.

### Avro 500
Alliott Verdon-Roe souhaitait également proposer au War Office un Type E avec un moteur ABC de 60 ch. Celui-ci n’étant pas prêt, le second prototype fut équipé d’un moteur en étoile à 7 cylindres Gnôme de 50 ch. Plus court de 45 cm mais surtout accusant 50 kg de moins sur la bascule, ce nouveau prototype prit l’air le 3 mai 1912. Répondant aux demandes du War Office, le prototype fut acheté par l’armée britannique, qui commanda deux autres machines, équipées en double commande, pour le RFC. Considérant cet appareil comme son premier avion réussi, Alliott Verdon-Roe décida de le rebaptiser Avro 500. Quatre appareils supplémentaires furent livrés au RFC et six à l’Amirauté britannique. Un Avro 500, financé par souscription publique, fut livré au gouvernement portugais, un exemplaire servit de démonstrateur chez Avro avant d’être récupéré par le RNAS au début de la guerre et un dernier exemplaire fut acheté par un particulier, J. Laurence Hall et réquisitionné également par le War Office.
Un appareil au moins fut équipé d’ailerons et d’un gouvernail arrondi similaire à celui de l'Avro 504, un autre reçut un Gnôme de 100 ch.   

### Avro 502
En novembre 1912 le Royal Flying Corps commanda 4 exemplaires monoplaces de l'Avro 500. 

## Utilisateurs
- Royaume-Uni de Grande-Bretagne et d'Irlande : Les No 3, No 4 et No 5 Squadron du RFC utilisèrent durant quelques mois les Avro 500 et 502, qui furent ensuite employés jusqu’en 1915 comme avions d’entraînement.
- Portugal : 1 unique Avro 500.